# Hekinan
Hekinan (碧南市 Hekinan-shi) je grad smješten u Aichiju, Japan.
Prema procjeni iz 2004. godine grad ima 70.943 stanovnika, a gustoća naseljenosti iznosi 1,939.74 st./km². Ukupna površina je 35.86 km².
Grad je osnovan 5. travnja 1948. godine. Simboli grada su drvo hrasta i cvijet japanskog irisa.

## Gradovi pobratimi
- Edmonds, Washington
- Pula, Hrvatska

## Vanjske poveznice
- Službena stranica